# Читлук (город)
Читлук (хорв. Čitluk) — город, центр одноимённой общины на юге Боснии и Герцеговины неподалёку от Мостара. Расположен в Герцеговино-Неретвенском кантоне Федерации Боснии и Герцеговины.
Согласно переписи 1991 года, в общине Читлук проживало 14,823 человек, из них в самом городе — 14709.
В 1971 году в городе жило 15 359 человек, из них 98,02% хорватов, 1,19% босняков и 0,41% сербов.